# دژیگیا
دژیگیا (به لاتین: Dzhigiya) یک منطقهٔ مسکونی در روسیه است که در شهرستان کایتاگسکی واقع شده‌است.